# Reading Standard
| Reading Standard Model A 400 cc uit 1908 |

Reading Standard is een historisch Amerikaans merk van motorfietsen.
Reading Standard Co., Reading, Pennsylvania (1903-1922) was een van de eerste Amerikaanse motorfabrikanten. Men bouwde een 4 pk eencilinders en 990- en 1170 cc V-twins. De Zweed Charles (Carl) Gustafson ontwierp de eerste Amerikaanse zijklepper voor Reading Standard, dat aanvankelijk blokken van AMC in Aurora gebruikte. Gustafson vertrok in 1907 naar Indian, waar hij de beroemde Indian PowerPlus motor ontwierp. Reading Standard bouwde ook V-twins met dubbele bovenliggende nokkenassen, die echter alleen in de fabrieksracers gemonteerd werden.
In 1922 werd Reading Standard overgenomen door Cleveland in Ohio.